# Flávia Moraes

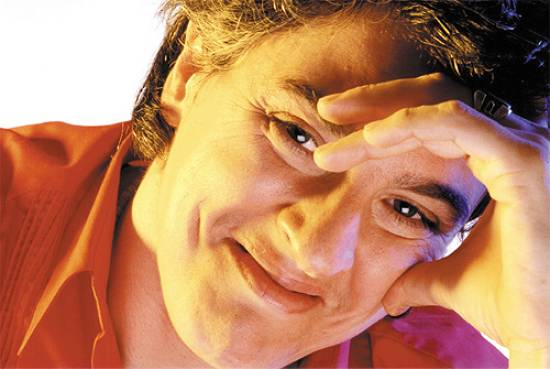
Flávia Moraes

Flavia Moraes (Porto Alegre, 25 de abril de 1959) é uma diretora e cineasta brasileira. Nascida em Porto Alegre, é filha do jornalista J.A. Moraes de Oliveira e da professora Zelia Mello de Oliveira. Dona de uma importante carreira no mercado de audiovisual e na propaganda brasileira, Flavia Moraes construiu uma premiada trajetória como realizadora ao longo de mais de 30 anos de profissão. Produziu mais de 3 mil comerciais, além de documentários, filmes e shows de projeção internacional, como o Rock in Rio. Obteve premiações no New York Film Festival, Clio Awards, Cannes Lions International, FiaP, FestRio (Prêmio especial do júri com "Beijo Ardente/Overdose"), Vídeo Brasil/MIS e Prêmio Caboré. Produziu uma trilogia de curtas-metragens baseados em contos de Luís Fernando Veríssimo: O Brinco (1989), que integrou a seleção oficial do Festival de Berlim, Mentira (1990), que obteve menção honrosa no New York Film Festival (vencedora da Palma de Ouro), e Olímpicos (1991). Em 2003, dirigiu Acquaria, o seu primeiro longa-metragem, com a dupla Sandy & Junior. Teve a oportunidade de dirigir atores como Sarah Jessica Parker, Ornella Mutti e Fernanda Montenegro.

## Resumo
Com documentários, curtas e longa-metragens, shows, espetáculos de teatro e mais de 3.000 comerciais dirigidos internacionalmente, Flavia Moraes é uma das principais realizadoras de sua geração e uma das primeiras diretoras brasileiras a se filiar no D.G.A. Três vezes vencedora do Prêmio Caboré, Flavia recebeu prêmios internacionais como o Clio e o Cannes Lions Award.
Pioneira em projetos de "Branded Content", a diretora inovou o modelo de produção independente para televisão com as séries "To Frito" e "Galera Animal", veiculadas em TV aberta e produzidas em parceria com a [Nestlé], inaugurando o conceito de Branded Content no Brasil. Também para televisão, dirigiu o episódio "A teu lado leve", que marcou o encerramento da série "Fronteras" da TNT, apresentada pelo diretor argentino Juan Campanella.
Flavia assinou os DVDs e shows: "Quatro Estações" (Sandy e Junior), "30 anos de Coragem" (Chitãozinho e Xororó), "Sou Menino do Morumbi" "Dalai Lama no Brasil" e "Cartola para todos". Em duas ocasiões dirigiu o show de abertura do Rock in Rio em 2001, com Sandy e Junior e em 2011, com Cláudia Leitte para quem realizou no mesmo ano o show acústico "Negalora", gravado no Teatro Castro Alves em Salvador, com participações especiais de Carlinhos Brown e do compositor Sergio Mendes.
Mais recentemente, Flavia Moraes assinou a direção de "A Regra do Jogo", baseado em crônica de Luis Fernando Veríssimo, filme que representa o Brasil no projeto "World Champion Stories" longa de episódios sobre o futebol. Entre seus filmes estão a trilogia "O Brinco", "Mentira" e "Olimpicos", também de Veríssimo e o longa de ficção científica Acquária, considerada uma superprodução para os padrões do cinema brasileiro, e um dos poucos representantes do gênero produzidos no país.
Durante 23 anos, Flavia Moraes esteve a frente da Filmplanet, empresa que criou em 1989. A produtora desenvolveu uma marcante trajetória no mercado nacional e internacional de produção, com operações em São Paulo, Los Angeles, Buenos Aires e Rio de Janeiro. Em 2012, vendeu a Filmplanet, interrompendo sua carreira de diretora de comerciais.
Em 2013, convidada pelo Grupo RBS, realizou uma investigação cujo objetivo foi identificar tendências a serem aplicadas pela empresa em seus negócios de mídia e também compartilhadas com o mercado e o público, chamada The Communication (R)Evolution, que reúne as ideias de pensadores contemporâneos e acadêmicos de universidades. As premissas do projeto são a base do trabalho de inovação e linguagem que a diretora realizou no Grupo RBS.
Na empresa, foi idealizadora do OCTO , um Pluri-Canal experimental que desenvolve novas linguagens e padrões para a produção e exibição de conteúdo, com foco em Branded Content, conteúdo colaborativo, V.O.D. e “real-time-marketing”.
Durante o período em que atuou no grupo, a cineasta participou da reformulação do jornal Zero Hora, criou o VOX – evento que deu início à disseminação do estudo The Communication (R)evolution –, produziu vídeos institucionais para a marca, realizou treinamentos para qualificação de equipes multimídia, criou o Contest – festival de conteúdo para youtubers. Flavia também colaborou com a Fundação Maurício Sirotsky Sobrinho, onde dirigiu três edições do Prêmio RBS de Educação e idealizou o game ‘Logus / A saga do conhecimento’, que estimulou o desenvolvimento de competências socioemocionais de centenas de educadores e estudantes de escolas públicas e privadas.
Após atuar por três anos no Grupo RBS e concluir ciclo de inovação, Flavia Moraes retorna ao eixo SP/Los Angeles para atuar em novos projetos de inovação com foco em branded content. Paralelamente, Flavia coordena a pré-produção de seu primeiro longa-metragem autoral, uma adaptação do romance "Festa no Covil" do autor mexicano J. P. Villa Lobos e escreve mensalmente para o jornal Zero Hora.

## Cinema e Televisão
No início dos anos 90, seu talento como diretora passou a chamar atenção fora do círculo publicitário com a trilogia de filmes baseada em contos do escritor Luís Fernando Veríssimo: "O Brinco" (seleção oficial do Festival de Berlim), "Mentira" (Menção honrosa do N.Y. Film Festival) e "Olímpicos". Os curtas deram inicio ao movimento "Cinema de sucata" que produzia filmes a partir das sobras de negativo e da sucata dos dos cenários de campanhas publicitárias.
Veterana atrás das câmeras em projetos que incluem mais de três mil comerciais, documentários, curtas-metragens e music-vídeos, Flavia Moraes fez sua estréia na direção de longa-metragem com "Acquaria", em dezembro de 2003. Realizou também o documentário "Druptchen por nós", enfocando tradições religiosas budistas a partir do ponto de vista de um grupo de crianças. O filme lhe rendeu o convite do Instituto Palas Athena e do Comitê Brasileiro de Apoio ao Tibet para documentar a visita de Sua Santidade o XIVº Dalai Lama ao país: "Ensinamentos no Brasil" e "O Dalai Lama no Brasil", ambos lançados em DVD.
Em 2009, a diretora produziu e dirigiu "Sou Meninos do Morumbi", show que deu origem ao documentário que mostra o dia a dia da Associação Meninos do Morumbi, entidade que reúne crianças da favela Paraisópolis em São Paulo em torno do ensino da música. Na mesma época, também gravado no Auditório Ibirapuera, o show "Cartola para todos" reuniu um elenco de grandes músicos para celebrar a obra do compositor e será a linha condutora de um novo documentário.
Pioneira em projetos de Branded Content, a diretora inovou o modelo de produção independente para televisão com as series: "To Frito" (Band & MTV) e "Galera Animal" (Rede Globo), ambas inteiramente patrocinadas por um grande anunciante.
Mais recentemente, Moraes dirigiu "A regra do jogo", que representará o Brasil no longa metragem de episódios "World Champion Stories"  e "A teu lado leve", episódio que marcou o encerramento da mini-série "FRONTERAS" produzida pela TNT e pelo diretor Argentino Juan Campanella, que também apresenta o programa.
Reconhecida pelo apuro de seu trabalho na direção de atores e habilidade com crianças, Moraes dirigiu nomes como Telly Savalas, Sarah Jessica Parker, Ornella Mutti, Fernanda Montenegro, Rodrigo Santoro, Paulo Betti, Marcos Palmeira, Milton Gonçalves, Vera Fisher e Lima Duarte para citar alguns.

## Teatro e Música
A atuação de Flavia Moraes no entanto, não está restrita às telas. A diretora também assinou a versão em espanhol do espetáculo teatral "Fica comigo esta noite", do autor paulista Flavio de Souza, montagem que obteve sucesso de crítica e público em Buenos Aires. Em palcos brasileiros Flavia dirigiu o premiado show "Quatro Estações", de Sandy & Junior e o recital de 30 anos de carreira da dupla Chitãozinho e Xororó "30 anos de Coragem", ambos lançados em DVD pela Universal Music.
Em duas ocasiões, assinou o show de abertura do Rock’nRio: Em 2001 com Sandy&Jr. e em 2011, quando retornou ao principal palco do Festival com o polêmico show de Claudia Leitte, com quem realizou no mesmo ano o Show/DVD "Negalora", gravado no Teatro Castro Alves em Salvador, com a participação de Carlinhos Brown e Sergio Mendes. O trabalho idealizado e desenvolvido por Moraes para Claudia Leitte foi base da estratégia de lançamento internacional da cantora brasileira. Os music-vídeos "Samba" com Ricky Martin e "Magalenha" com Mendes, ambos filmados nos Estados Unidos, somam mais de dois milhões de acessos na internet.

## Empreendedorismo e Gestão
Nos últimos 21 anos Flavia Moraes esteve a frente da Filmplanet, empresa que fundou em 1989. A produtora desenvolveu uma impressionante trajetória no mercado nacional e internacional de produção, com operações em São Paulo, Los Angeles, Buenos Aires e Rio de Janeiro. Durante esse período, Moraes produziu e dirigiu campanhas para marcas como Coca-Cola, Budweiser, MasterCard, Visa, Motorola, Toyota e Nestlé, entre centenas de outras e foi uma das primeiras diretoras brasileiras a se filiar no D.G.A. - Director’s Guild of America. Em abril de 2012, a Filmplanet transformou-se em PLANET the Production Community, inaugurando um novo modelo de produção no mercado brasileiro. Alinhada com tendências internacionais de produção em rede a nova PLANET abriu suas portas para novos colaboradores, emancipando desta forma sua idealizadora e principal realizadora.
Convidada para atuar como Diretora Geral de Inovação e Linguagem do Grupo RBS, um dos mais importantes grupos de mídia do Brasil, Moraes também prepara seu retorno às telas com a adaptação para cinema e televisão do premiado romance "Festa no covil" de Juan Pablo Villalobos e finaliza o documentário "The Communication (R)evolution", um estudo sobre o futuro da comunicação.

## Filmografia[28]
- 2013 - The Communication (R)evolution (Documentário)
- 2012 - A teu lado leve - (Episódio da Série de TV "Fronteras"para TNT)
- 2012 - Claudia Leitte - NegaLora
- 2011 - A Regra do Jogo (Episódio para Longa Metragem)
- 2010 - Galera Animal (Série de TV)
- 2010 - To Frito (Série de TV)
- 2009 - Cartola para todos (Show)
- 2007 - Sou Menino do Morumbi (Show/Documentário)
- 2003 - Acquaria
- 2001 - Quatro Estações/Rock'n&Rio (Show)
- 2000 - 30 anos de coragem (Show/DVD)
- 2000 - S&J/Quatro Estações (Show/DVD)
- 1998 - Quedate conmigo esta noche (Teatro/BsAs)
- 1991 - Olímpicos (Curta metragem)
- 1991 - Paixão Cigana (Teatro)
- 1990 - Manhattan (TV)
- 1990 - Mentira (Curta metragem)
- 1989 - O Brinco (Curta metragem)
- 1983 - Beijo Ardente (Longa metragem)
- 1981 - Love/Love/Love (Teatro/ProduçãoExec)